# 颜吉连
颜吉连（1916年—2011年），男，湖南茶陵人，中华人民共和国军事人物，中国人民解放军少将，曾任中国人民解放军总参谋部通信部副主任。